# Страдыньш, Паулс Янович
Па́улс Стра́диньш (латыш. Pauls Stradiņš; род. 1963, Латвийская ССР) — американский и латвийский физик, специалист в области физики полупроводников и солнечной энергетики. Доктор физико-математических наук,  руководитель Национальной лаборатории по изучению возобновляемой энергии (NREL). Иностранный член-корреспондент АН Латвии. Лауреат Большой медали Латвийской академии наук (2023). Профессор Colorado School of Mines.

## Биография
Паулс Страдиньш родился в Латвии в семье учёных. Его отец — академик Янис Страдиньш, химик и историк науки, а дед — профессор Паулс Страдиньш, известный латвийский хирург.
Образование получил в Латвийском университете, где защитил докторскую диссертацию по физике в Институте физики Латвийской академии наук. Продолжил научную карьеру в Чикагском университете и в японском институте AIST (National Institute of Advanced Industrial Science and Technology), специализируясь на тонкоплёночных солнечных элементах.
С 2002 года работает в Национальной лаборатории возобновляемой энергии США (NREL), где возглавляет направления, связанные с разработкой высокоэффективных кремниевых фотогальванических материалов.

## Научная деятельность
Научные интересы Паулса Страдиньша охватывают:
- аморфный и микрокристаллический кремний;
- наноструктурированные материалы (нанонити, квантовые точки, «чёрный кремний»);
- тонкоплёночные солнечные элементы;
- физику дефектов в полупроводниках.

Несмотря на работу в США, Паулс Страдиньш активно поддерживает связи с латвийскими научными учреждениями. В 2023 году он посетил Институт твердотельной физики Латвийского университета, где провёл лекцию о современных достижениях в солнечной энергетике.

## Награды
- Большая медаль Академии наук Латвии (2023) — за выдающийся вклад в развитие фотогальваники и международного научного сотрудничества.

## Избранные научные публикации
Паулс Страдиньш является автором более 230 научных публикаций, посвящённых фотогальванике, структуре кремния и наноматериалам. Некоторые из наиболее цитируемых работ:
- Stradins, P., et al. (2004). Development of thin-film silicon solar cells with nanocrystalline and amorphous layers. *Solar Energy Materials and Solar Cells*, 81(1), 27–38. doi:10.1016/j.solmat.2003.10.007
- Stradins, P., et al. (2010). Hydrogenated nanocrystalline silicon for high-efficiency photovoltaics: From material science to devices. *Journal of Non-Crystalline Solids*, 356(11–17), 541–546. doi:10.1016/j.jnoncrysol.2009.08.038
- Branz, H. M., Stradins, P., et al. (2009). Black silicon and the infrared response of silicon solar cells. *Applied Physics Letters*, 94(23), 231121. doi:10.1063/1.3152285
- Stradins, P., et al. (2012). Silicon nanocrystals embedded in silicon nitride: A route to efficient all-silicon tandem solar cells. *Journal of Applied Physics*, 112(6), 064310. doi:10.1063/1.4752733
- Teplin, C. W., Stradins, P., et al. (2015). Novel approaches to silicon-based tandem solar cells. *Progress in Photovoltaics: Research and Applications*, 23(6), 689–698. doi:10.1002/pip.2473